# 済生丸
済生丸（さいせいまる）は社会福祉法人恩賜財団済生会が保有・運航中の日本国内唯一の巡回診療船。1962年の運航開始から、瀬戸内海及び豊後水道に浮かぶ島々を定期的に巡回している。登録船名は「済生丸」だが、通称で「1世号」「2世号」などと呼び習わされている。
2010年度までは、東京の社会福祉法人 恩賜財団済生会本部による直轄事業として運営。2011年度以降は、同会の岡山県・広島県・香川県・愛媛県支部が共同で運営している。

## 概要
医療環境が整っていない瀬戸内海および豊後水道の島々のうち、岡山・広島・香川・愛媛の4県に属する65の島々の住民の医療を支援する目的で、済生会が創立50周年を迎えた1962年に初代・済生丸を就航。2014年1月15日に就航した「済生丸100」で4代目になる。
済生丸には、レントゲン室や内科検診用の機器など、病院並みの設備を装備。岡山・広島・香川・愛媛の各支部が運営する病院の医師・看護師などが交代で乗り込みながら、島民の健康診断、内科の診療、救急医療などを担当する。
初代の就航当初は、支部単位で医師・看護師を派遣していた。しかし、支部によって派遣できるスタッフや診療科目に差が生じたことから、1964年に派遣体制の一部を刷新。巡回先の島によっては、岡山県支部を主体に各県の支部が合同でスタッフを派遣する体制で、「合同診療」「合同検診」も実施するようになった。
ちなみに、3代目の「済生丸3世号」が就航を開始した1992年10月以降は、瀬戸内海の島々と本州・四国をつなぐ自動車橋の開通などで診察や診療を受ける島民が徐々に減少。済生丸3世号には、運航費だけで年間約6,000万円、医療スタッフの人件費や診療材料費などを含めれば年間で約1億2千万円もの経費を要していた。当時の運営主体だった済生会本部では、以上の実態を背景に、2010年に今後の済生丸のあり方を協議。これに対して、過疎化・高齢化が深刻な島の住民や、上記4県の支部などが済生丸の存続を強く求めた。その結果、2011年度からは、4県の支部による共同運営事業として済生丸を存続させている。

## 済生丸による検診と診療

### 済生丸が巡回する島々
約10日毎に岡山・広島・香川・愛媛の各県を順番に巡り、運航している。
- 岡山：鹿久居島・鴻島・頭島など12島（15地区）
- 広島：小佐木島・百島・生野島など13島（19地区）
- 香川：男木島・女木島・手島など20島（36地区）
- 愛媛：佐島・津島・大島など20島（23地区）

### 検診
- 結核検査（胸部間接・直接レントゲン）
- 肺がん検査（肺がん検査・喀痰検査）
- 胃がん検査（胃部間接レントゲン）
- 基本健康診査（身長体重測定、問診、心電図、検尿、採血、眼底カメラなど）
- 前立腺がん検査
- 子宮がん検査
- 大腸がん検査
- 乳がん検査（マンモグラフィー）
- 泌尿器科検査
- 特定診療科（眼科・耳鼻咽喉科・整形外科・皮膚科の健康・医療相談など）
- 一般検診（小児科の健康診断、予防接種等）

### 診療
- 内科一般診療（処方、注射、レントゲン、その他）

## 歴代の船

### 済生丸1世号
済生会の創立50週年記念事業として、上記の通り1962年に竣工した。101総トン。

### 済生丸2世号
1975年竣工。195総トンで、船体を横付けできない場合に備えて船首にランプゲートを設けた。これは以後の各船でも踏襲されている。

### 済生丸3世号
1990年2月に就航。
1995年1月17日に発生した阪神・淡路大震災当日、急遽巡回診療を中断し、救援活動に参加した。岡山・広島・香川・愛媛・鳥取・山口・福岡・熊本県済生会による済生丸班を結成し、長田地区にて診療を行なった。
延べ約27万７千人を診察したが、老朽化が進んだため2013年11月29日に引退。廃船となった。

### 済生丸100 (4代目)
三代目の老朽化に伴い、23年ぶりに新造されることとなった。上記4県の行政が補助金2億7000万円、および済生会支部などが資金を拠出したうえで、6億6000万円をかけ神戸市兵庫区の金川造船吉田工場で建造。2013年8月8日に、同工場内で進水式を実施した。全長33メートル、排水量180トン。患者の高齢化を鑑みた上でのバリアフリー化を意識した船内エレベーターを新設したほか、船首のランプゲートを拡張強化し、長さ6.5メートル×幅1.9メートルとして、軽自動車までの重量に対応できるようになった。従来の船に備わっていなかったマンモグラフィー検診装置、デジタル式のレントゲン撮影設備、生化学自動分析装置を搭載したほか、3代目では老朽化の影響で使われていなかった血液検査装置を新調した。2014年1月15日から就航。ただし、運営の財政難を背景に、無料検診の一部を有料検診へ移行させた。
ちなみに、船名が「済生丸100」とも呼ばれているのは、済生会の創立100周年記念事業として建造を決めたことによる。